# كأس القارات لكرة السلة 1969
كأس القارات لكرة السلة 1969 هو الموسم 4 من  كأس القارات لكرة السلة. أشرف على تنظيمه الاتحاد الدولي لكرة السلة، وكان عدد الأندية المشاركة فيه  5، وفاز فيه Akron Goodyear Wingfoots ‏.